# Pongo e Peggy - Gli animali del cuore
Pongo e Peggy - Gli animali del cuore è un programma televisivo italiano estivo in onda su Rai 1 dal 2008. Le prime due edizioni sono state condotte da Elisa Isoardi per un'unica puntata settimanale in onda al sabato nella fascia del mezzogiorno. La terza edizione, in onda dal 4 agosto al 2 settembre 2012, è stata condotta da Georgia Luzi andando in onda il sabato e domenica nella fascia mattutina della rete.
Dal 2021 il programma si trasferisce su Vero, ed è condotto da Marco Palomba.
Il programma è dedicato agli animali domestici, e si presenta dunque come vera e propria rubrica di veterinaria e comportamento animale e sono previste anche le risposte alle domande inviate tramite e-mail dai telespettatori.